# Desa Sukamaju (administrativ by i Indonesien, Jawa Barat, lat -6,94, long 106,52)
Desa Sukamaju är en administrativ by i Indonesien.   Den ligger i provinsen Jawa Barat, i den västra delen av landet, 90 km söder om huvudstaden Jakarta.